# Manjerok
Manjerok (en russe : Манжерок, en altaï méridional : Ман-Јӱрек, Man-Ĵürek, litt. « île »), est un village de la république de l'Altaï en Russie. Il se situe dans le raïon de Maïma, un raïon du centre-nord de la république. Il fait partie avec le village voisin d'Oziornoïe de la municipalité rurale de Manjerok, et la population du village s'élevait à 1 339 habitants lors du recensement de 2021.
Son nom, qui vient des mots altaï « mann » et « jürek », signifie « colline brumeuse » ou bien « chien de garde ».

## Géographie

### Situation administrative
Le village de Manjerok se trouve dans la république de l'Altaï, une république du sud de la Sibérie en Russie. Il fait partie du district fédéral sibérien, et se trouve à 403 km au sud-est de Novossibirsk, la capitale du district. Manjerok se situe aussi à 3 127 km à l'est de Moscou, ainsi qu'à 18 km au sud-ouest de Gorno-Altaïsk, la capitale de son sujet.
Ortolyk est l'un des vingt-cinq villages du raïon de Maïma, un raïon du centre nord de la république, qui entoure d'ailleurs la ville de Gorno-Altaïsk. Le village forme avec le village voisin d'Oziornoïe une municipalité : la municipalité rurale de Manjerok.
| Nijnekaïantcha (kraï de l'Altaï) | Tcheremchanka |                   |
| (kraï de l'Altaï)                | Manjerok      | (kraï de l'Altaï) |
|                                  |               | Oziornoïe         |

### Situation géographique
Le village de Manjerok se trouve dans le nord du Haut-Altaï, nom de la partie russe de l'Altaï, un vaste système montagneux d'Asie centrale. Précisément, le village est bordé à l'est par les monts Ioglo (ru), et de l'autre côté de la rivière (à l'ouest), par les monts de la Séma (ru). Le village se trouve à 302 m d'altitude, sur une petite plaine alluviale sur la rive droite de la Katoun. Cette petite plaine est entourée de monts dépassant les 1 000 m, avec le mont Tcherepan au nord du village (777 m d'altitude) ; le mont Sinoukha au nord-est (1 218 m) et le mont Malaïa Sinoukha avec ses 1 196 m au sud.
Le village se situe sur la rive droite de la Katoun, à la fin de la Moyenne-Katoun et juste avant le début de la Basse-Katoun. La Katoun fait office de frontière entre la république de l'Altaï et le kraï de l'Altaï à cet endroit. Un ruisseau, le Manjerok, traverse le village, et au sud du village se trouve le lac Manjerok, sur la localité d'Oziornoïe.

Carte du village et de celui voisin d'Oziornoïe.

### Climat
Le climat de la ville est fortement continental, avec des étés courts, chauds et pluvieux ainsi que des hivers froids et secs. 
| Mois                                | jan. | fév. | mars | avril | mai  | juin | jui. | août | sep. | oct. | nov.  | déc.  | année |
| ----------------------------------- | ---- | ---- | ---- | ----- | ---- | ---- | ---- | ---- | ---- | ---- | ----- | ----- | ----- |
| Température minimale moyenne (°C)   | −17  | −16  | −10  | −1    | 6    | 12   | 14   | 12   | 5    | −1   | −9    | −15   | −3,33 |
| Température moyenne (°C)            | −13  | −11  | −5   | 5     | 12   | 17   | 20   | 18   | 11   | −4   | −5    | −11   | 2,67  |
| Température maximale moyenne (°C)   | −8   | −6   | 1    | 11    | −18  | 23   | 26   | 24   | 18   | 9    | −1    | −7    | −9    |
| dont pluie (mm)                     | 0,5  | 1,1  | 6,7  | 28,4  | 55,5 | 62,1 | 62,5 | 53,8 | 38,5 | 27,2 | 20    | 1     | 348,4 |
| dont neige (cm)                     | 58,9 | 58,6 | 58,5 | 35,2  | 2,7  | 0    | 0    | 0    | 0,9  | 29,4 | 105,5 | 105,2 |       |
| Nombre de jours avec précipitations | 2    | 2    | 4    | 6     | 8    | 11   | 12   | 10   | 7    | 5    | 5     | 3     | 75    |
| Nombre de jours avec neige          | 2    | 1,5  | 1,2  | 0,4   | 0    | 0    | 0    | 0    | 0    | 0,5  | 2,3   | 3,2   | 11,1  |

## Histoire
Un petit site archéologique fut découvert en 2001, avec des traces d'une ancienne fortifcation.
Au cours du XIXe siècle, des nomades locaux Altaïens ont commencé à se sédentariser, en prenant exemples sur les Russes qui étaient eux sédentaires. Ainsi, vers 1856, le village a été fondé. Vers 1875, le village était déjà un grand village, avec une église, et en 1883, une école paroissiale fut ouverte. Dans les années 1990, sur les 35 cours qui étaient donné à l'école, 7 étaient en langue russe.
En 1910, les Russes étaient devenus majoritaires à Manjerok.
Juste avant la révolution, le village vivait de l'élevage de bétail et un peu de l'agriculture et de l'artisanat.
En 1932, un centre de loisirs pour les travailleurs du comité régional et du comité exécutif régional fut construit. 
En 1941, un orphelinat pour des enfants allemands de la Volga fut ouvert, puis un autre pour des enfants de Léningrad.
En 1964 fut tourné de nombreuses scènes du film Il était une fois un gars de Vassili Choukchine, ainsi que l'année suivante des scènes du film de même réalisateur Votre fils et frère.
Dans les années 1970, une usine d'ameublement fut ouverte, qui produisait plus de 230 000 chaises par an. Mais pendant cette période, la part d'entreprises privées a commencé à augmenter grâce à l'émergence d'un secteur touristique. Le village était devenu une sorte de  « village étape » pour les touristes allant visiter l'Altaï, Manjerok étant traversé par la M52, axe majeure du territoire. Des cafés, magasins, une succursale de la Sberbank apparurent dans le village.

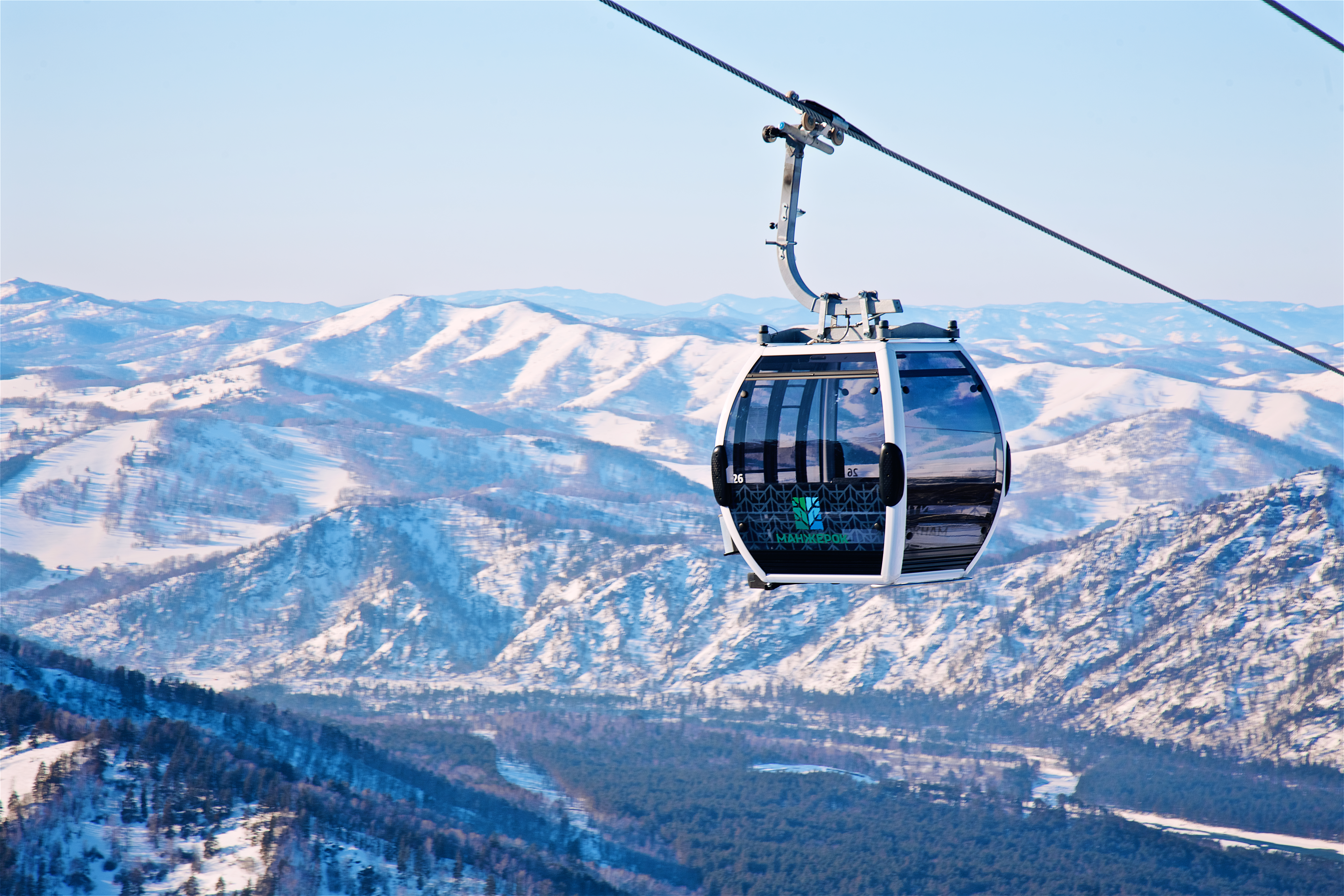
Une télécabine de la station de ski.

Depuis les années 2010 existe une station de ski nommée Manjerok (ru) sur la localité voisine d'Oziornoïe.

## Démographie
Recensements (*) et estimations de la population,,,,,:
| 1899 | 1911 | 2002* | 2010* |
| ---- | ---- | ----- | ----- |
| 218  | 335  | 1 455 | 1 535 |

| 2011  | 2012  | 2013  | 2014  |
| ----- | ----- | ----- | ----- |
| 1 538 | 1 526 | 1 556 | 1 558 |

| 2015  | 2016  | 2021* | - |
| ----- | ----- | ----- | - |
| 1 598 | 1 567 | 1 339 | - |

En 2002, sur les 1455 habitants, il y avait 95 % de Russes, soit 1382 habitants.

## Économie, services, culture et transports

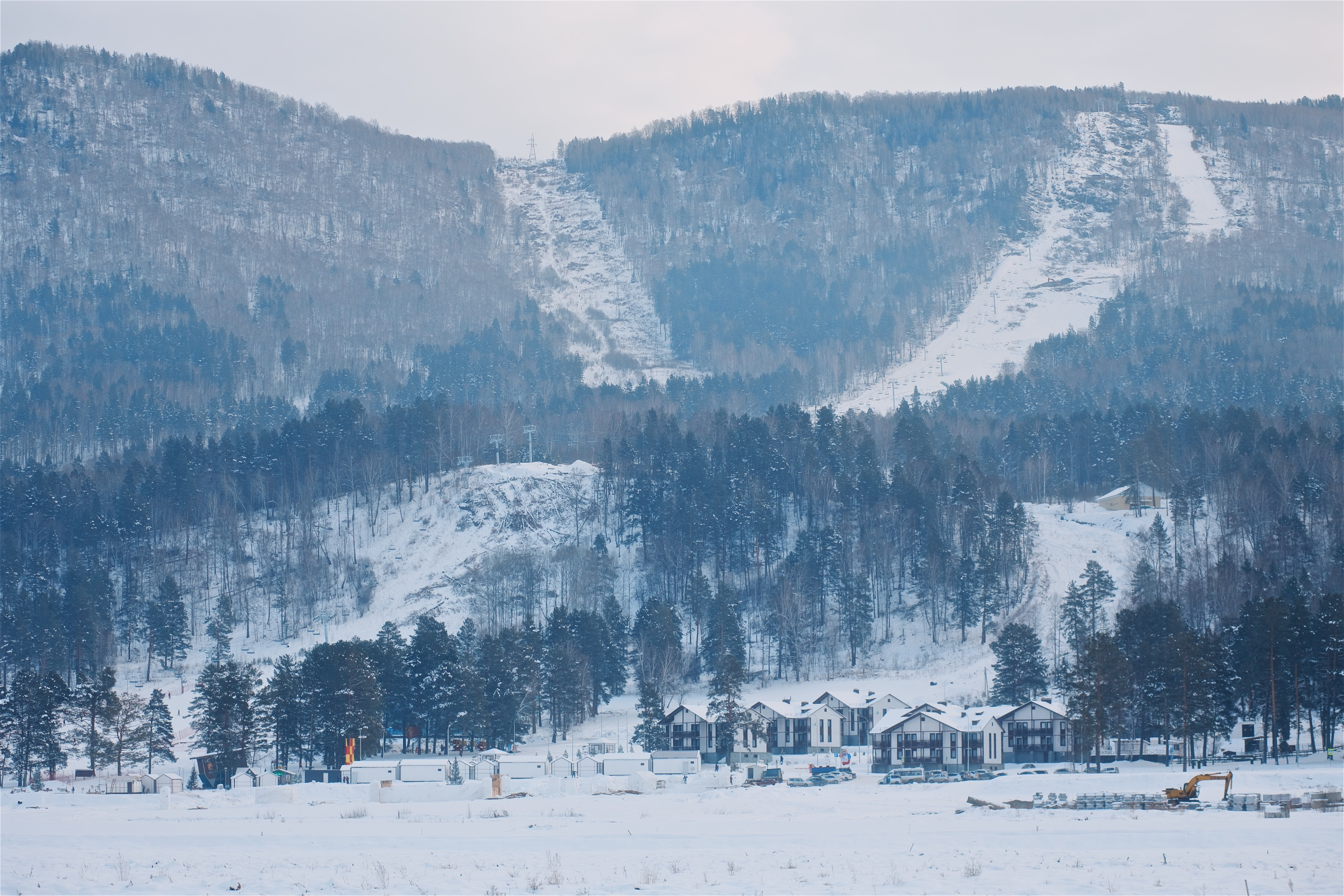
Pistes de ski.

Le village vit surtout du tourisme, Manjerok étant une sorte de village étape sur la route de la Tchouïa, axe majeur de la république qui dessert de très nombreux lieux touristiques dans la région. Il y a ainsi des magasins, stations-services, restaurants, un supermarché, un bureau de poste, un garage, mais aussi des hôtels, gîtes et campings. Une station de ski nommée  Manjerok (ru) sur la localité voisine d'Oziornoïe.
Des rapides se trouvent sur la Katoun au niveau du village, où sont pratiqués divers sports nautiques. Il y a aussi un centre d'informations touristiques dans le village, et une source thermale.
À la fin septembre, un festival a lieu, ainsi qu'à la même période un championnat sibérien de rafting et aviron sur les rapides de la Katoun dans le village, pour la fin de la saison de ces sports.
L'aéroport le plus proche est celui de Gorno-Altaïsk, la gare la plus proche celle de Biïsk, et de nombreues lignes de bus régionales desservent le village.

## Galerie

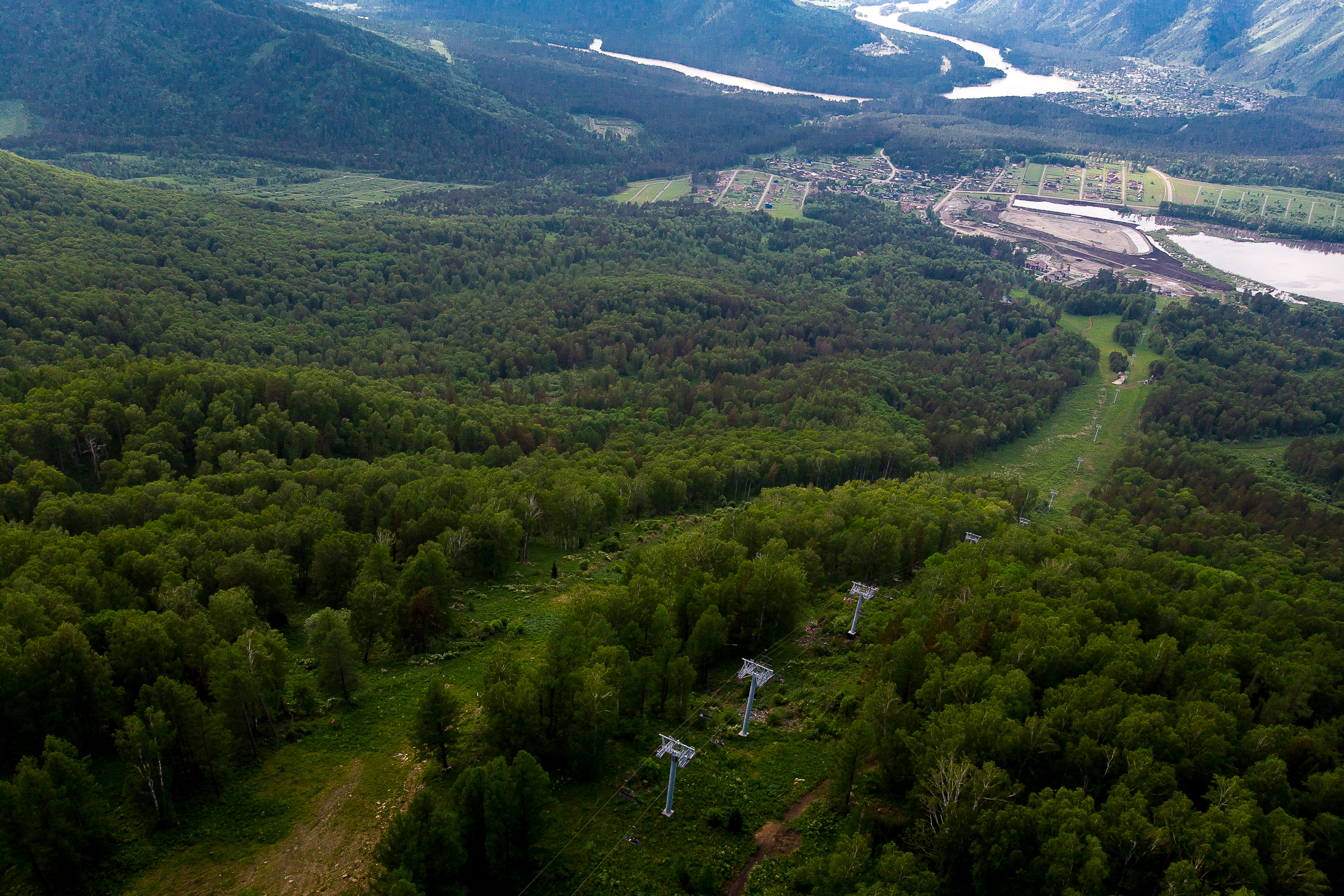
Village (en arrière-plan) depuis la station de ski.
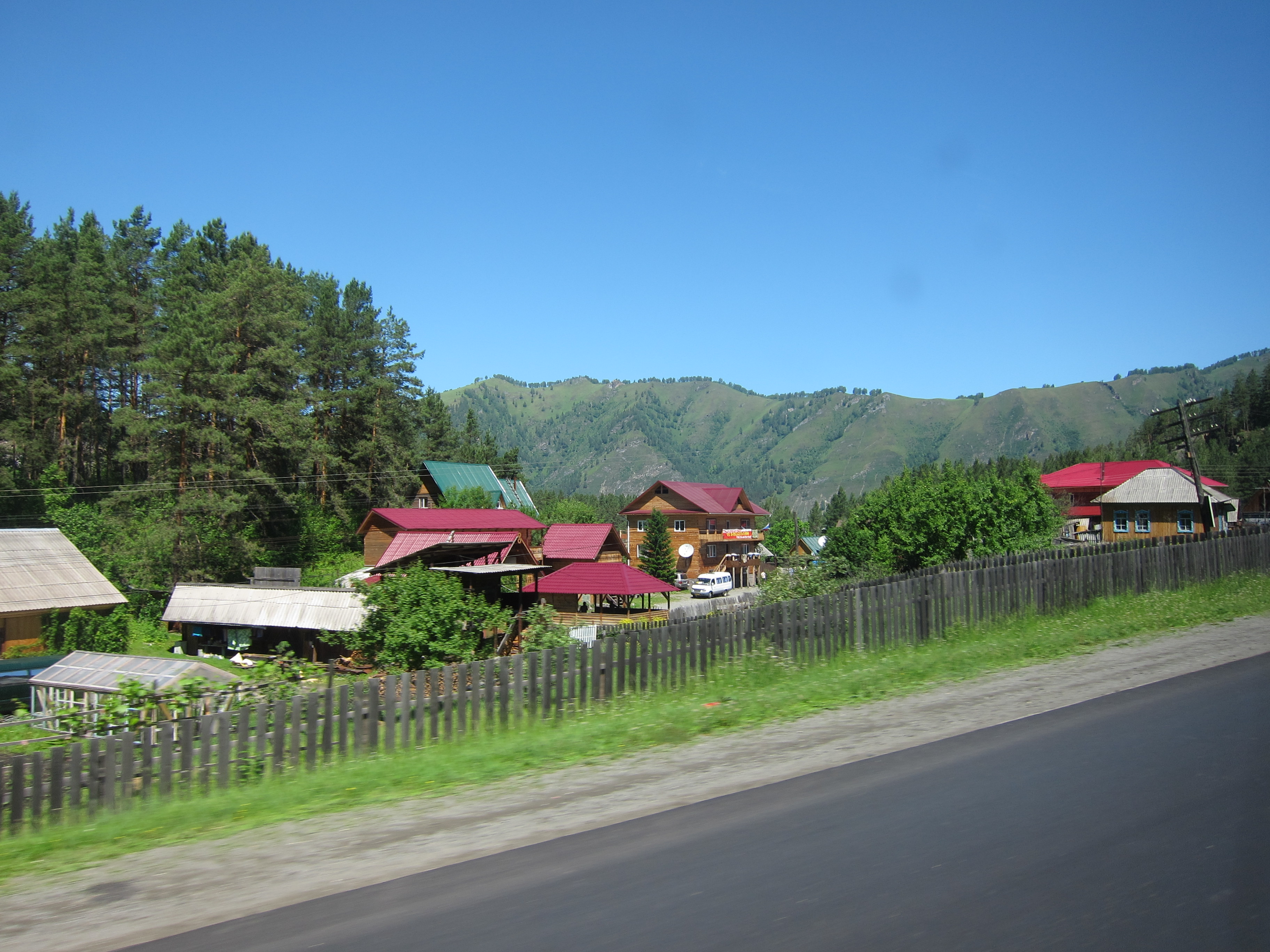
Le village depuis la R256.
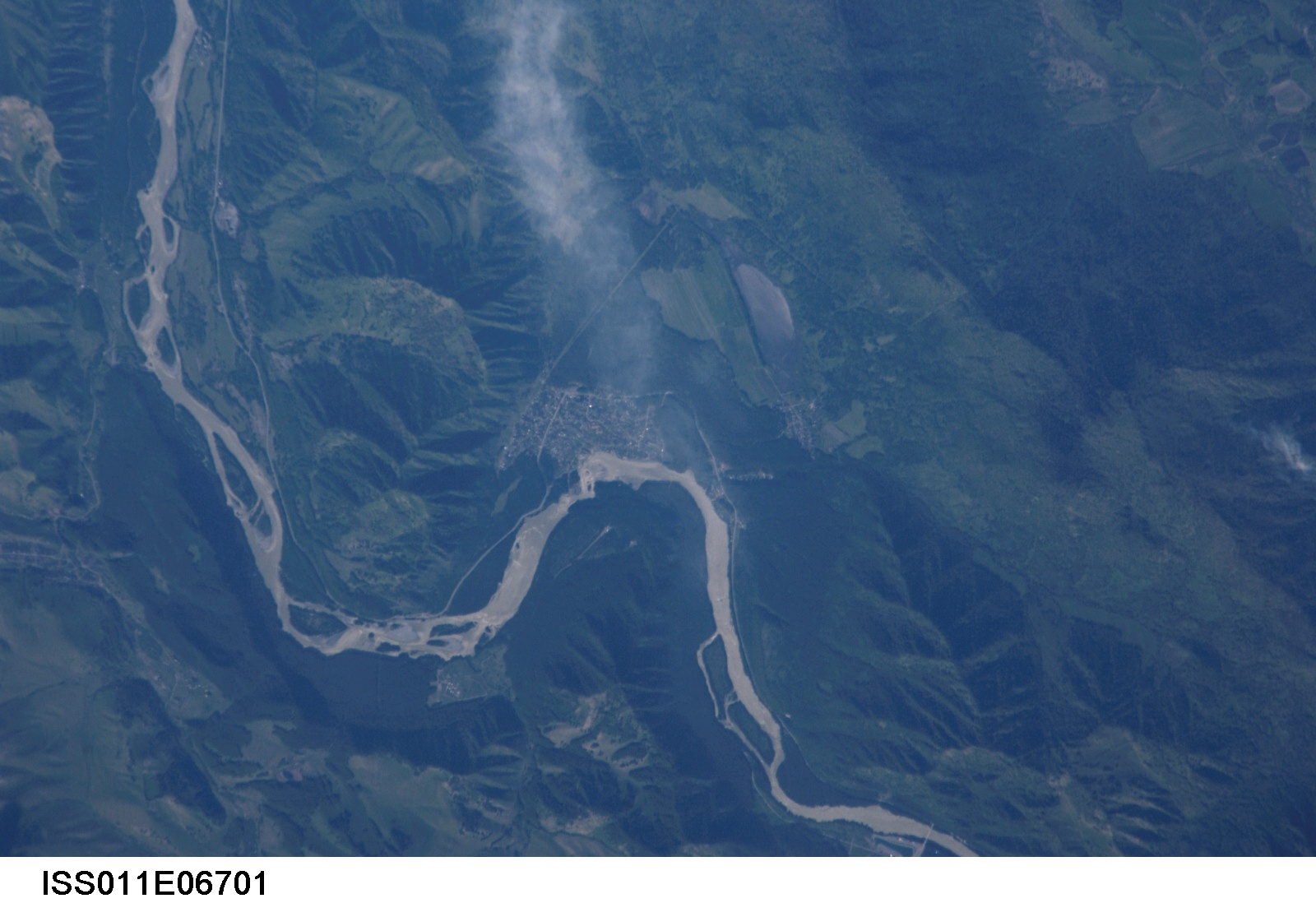
Vue du village depuis l'ISS.
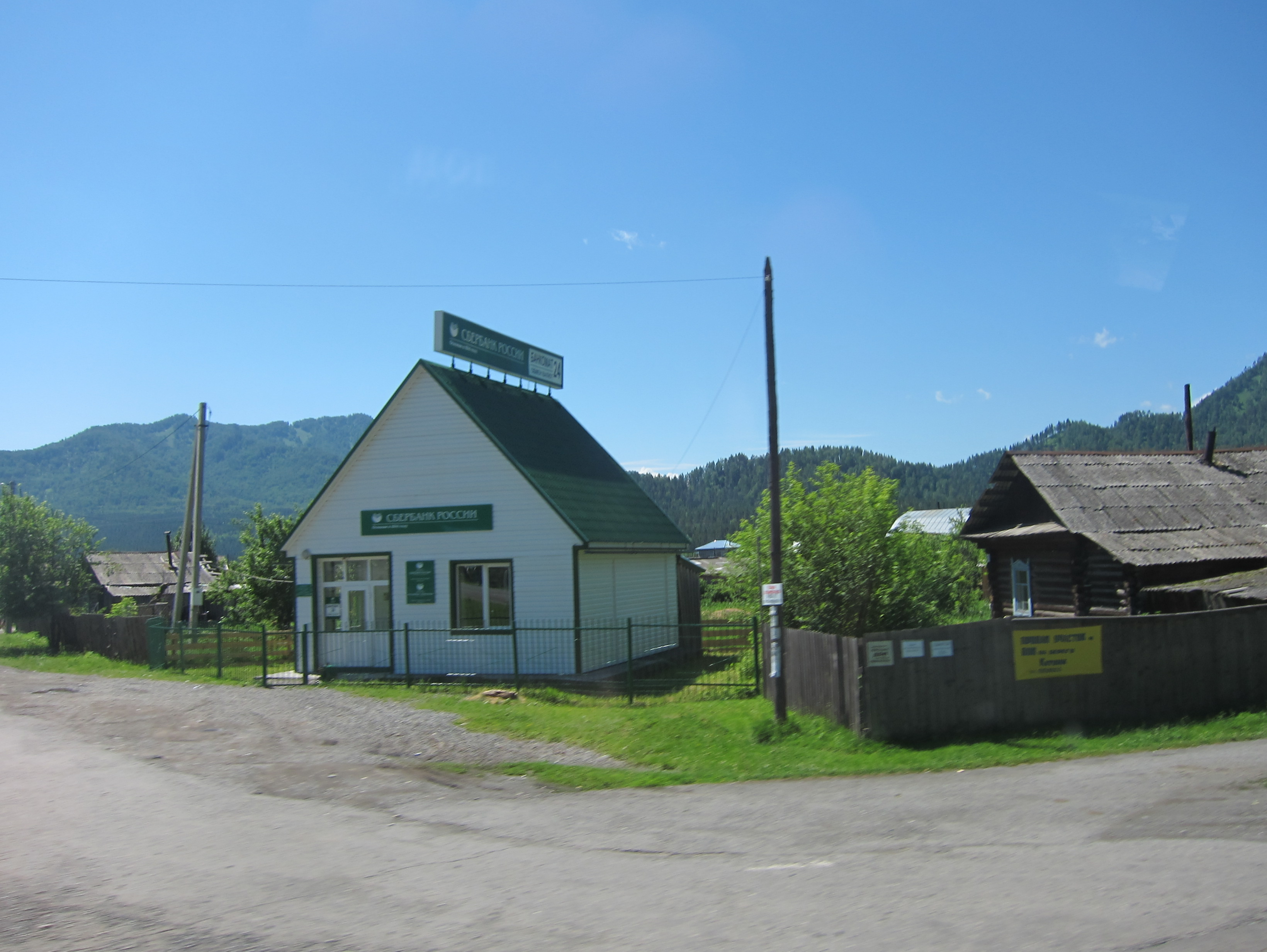
Bureau de la Sberbank à Manjerok.
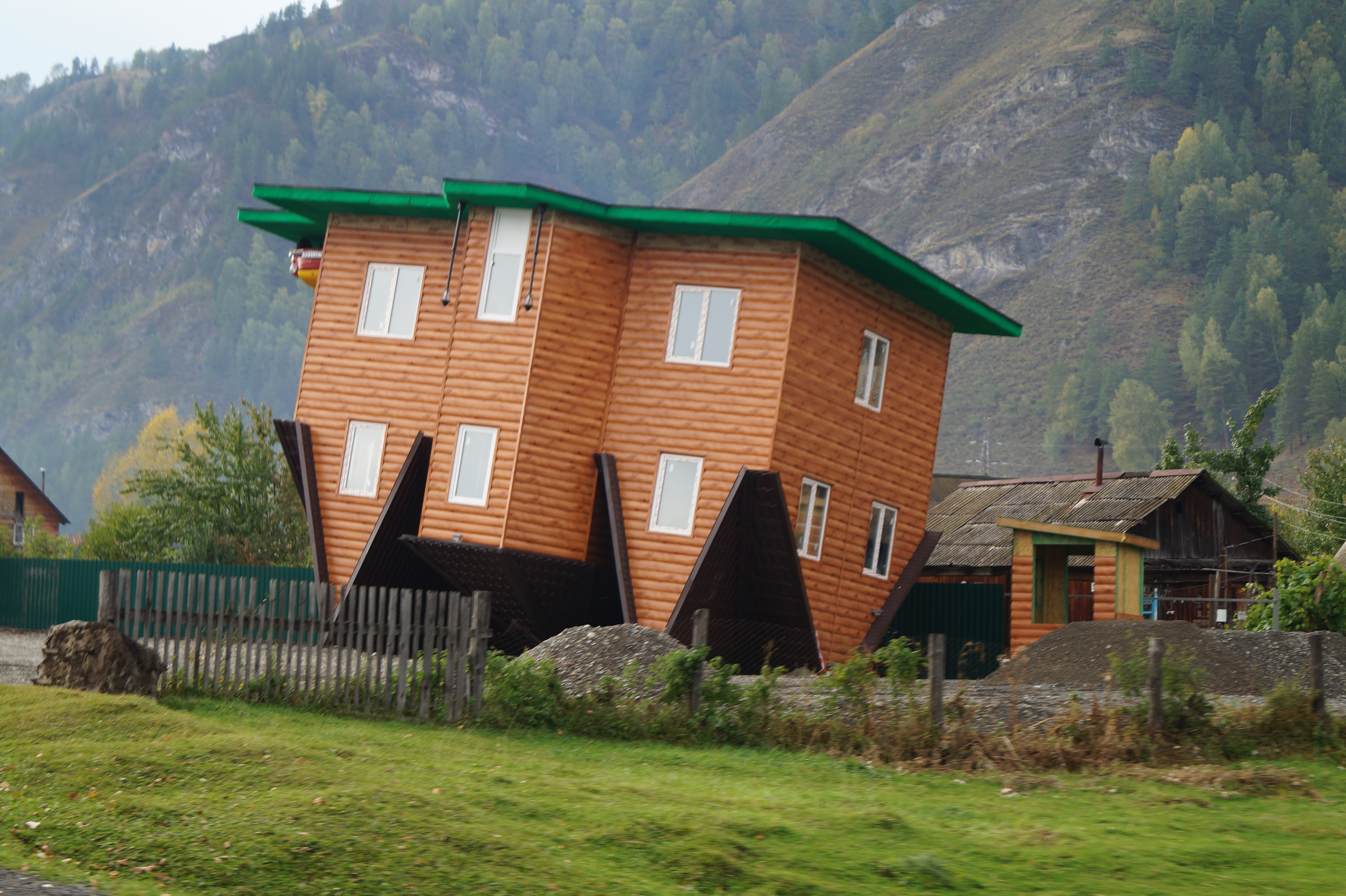
Maison retournée à Manjerok.